# Аврора (батарея)
Артиллерийская стационарная временная морская батарея специального назначения «А» дивизиона особого назначения КБФ — артиллерийское формирование РККФ Вооружённых Сил Союза ССР, во время Великой Отечественной войны.
Артиллерийская девятиорудийная батарея специального назначения «Аврора» с литером «А» начала строиться совместно с батареей «Большевик» по инициативе секретаря Ленинградского Горкома ВКП(б) и секретаря ЦК ВКП(б) А. А. Жданова, решениям Военного Совета Ленинградского Военного округа, и «Комиссии по вопросам обороны г. Ленинград» от 03 июля 1941 г.
Формировалась приказом командующего морской обороной Ленинграда и озёрного района контр-адмирала К. И. Самойлова от 08 июля 1941 года за № 013. Изначально в приказе имела литер «Б», так как отсчёт, очевидно, предполагался от Ленинграда и пулковской «Большевик». В июле батареи уже не были самостоятельными, а сведены в отдельный двухбатарейный артиллерийский дивизион особого назначения (ОСНАЗ). Дивизион состоял из батареи «А» — «Аврора» (на Дудергофских высотах, 9 орудий 130-мм/55 Обуховского завода образца 1913 года) и «Б» — «Большевик» (на Пулковских высотах, 10 орудий 130-мм/50 орудий типа Б—13—2С(вторая серия, с 1939 г.). Командиры артдивизиона (Г. Л. Соскин, и после его гибели ВрИД комдива М. А. Михайлов) находились в Пулковской обсерватории. Семь орудий батареи (130/55) были сняты с крейсера «Аврора» и перенесены к подножиям гор Ореховая и Кирхгоф, два орудия (130/55) были так же сняты с крейсера, и установлены за Киевским шоссе.
Командир дивизиона Г. Л. Соскин накануне войны был начальником кафедры баллистики артилл. факультета ВМА им К. Е. Ворошилова, откуда через штаб МОЛ был назначен в дивизион ОСНАЗ (батарей «А» и «Б»). Командир батареи «А» Иванов Д. Н. был выпускником Севастопольского Военно-морского Артиллерийского училища береговой обороны им. ЛКСМУ 1940 года и перед назначением повышал квалификацию на курсах ВОСО ВСККС в Ленинграде Политрук батареи «А» А. А. Скулачёв до войны работал в Кадровом управлении Военно-Морской Академии, откуда был призван. Командир 1-го орудия Г. А. Скоромников был лаборантом кабинета материальной части артиллерии в уч-ще НКВД «Морпогранохрана». Три командира орудий батареи (А. А. Антонов, Н. П. Кузнецов и Е. Н. Дементьев) до войны действительно сверхсрочно служили на Кр. Кр. «Аврора» командирами боевых частей корабля, откуда были назначены на батареи. Ещё 5 командиров орудий батареи были выпускниками 1941 года Высшего военно-морского училища им. П. С. Нахимова в Севастополе, направленными после окончания учёбы в Ленинград на курсы ВОСО ВСККС, откуда через 1-3 дня назначены на батареи. Начхоз батареи Г. К. Швайко был призван со 2-го курса военно-морского хозяйственного училища.
Личный состав батареи «А» состоял из моряков Краснознамённого Балтийского флота, с крейсера «Аврора», и других кораблей и частей, входивших в МОЛ и ОР. По воспоминаниям командиров орудий батарей М. А. Гринспона и А. И. Доценко — много рядовых они лично получали в Кронштадтской военно-морской базе и Кронштадтском флотском экипаже. Кроме того, несколько раз рядовой состав назначался из ЛФЭ и БФЭ отдельно циркулярами ОРСУ КБФ и приказами начальника штаба МОЛ. Формирование дивизиона таким образом длилось вплоть до начала сентября 1941 года.
С 28 августа 1941 г. батарея «А» (и «Б») вступили в активные боевые действия, открыв стрельбу по дальним целям под Гатчиной. После прорыва немцами Красногвардейского укреплённого района, 11 сентября 1941 года, в неравном бою с частями 1-й танковой и 36-й пехотной дивизий фашистской Германии, батарея «А», сражаясь до последнего снаряда, погибла. Пушки были или взорваны, или испорчены. Захваченное 4-е орудие было уничтожено ответным же огнём батареи. Нескольких тяжелораненых краснофлотцев казнили. Последние орудия (8 и 9), находясь на некотором удалении от противника, до утра 13 сентября 1941 года вели огонь по врагу, до исчерпания лимита снарядов, после чего приборы наводки орудий были уничтожены, а их расчёты отступили в Пулково, на батарею «Б». Под прикрытием 8-го и 9-го орудий в Ленинград смогли выйти тысячи беженцев из оккупированных в результате прорыва фронта территорий Ленинградской области. Остатки выживших батарейцев пополнили личный состав батареи «Б» («Большевик») в Пулково. 30 сентября 1941 года батарея «А», как «мёртвая душа», приказом № 0084 командующего Ленинградским фронтом Жуковым Г. К. в числе прочих была передана Ленинградскому фронту и непосредственно входила в подчинение Красногвардейского укреплённого района..
Расхождения в датах «последнего дня батареи» связаны с тем, что основные бои батареи «А» пришлись на 11 сентября. В этот день погибла большая часть её личного состава и орудий, произошли казнь и самоподрыв воинов окружённых орудий. Впоследствии эти события и легли в основу выбора даты для траурно-торжественных мероприятий в посёлке Можайский (бывш. Дудергоф) у мемориалов морякам-авроровцам. И в литературе, и в СМИ — иногда можно встретить упоминание 11 сентября, как последнего дня существования батареи. Такое утверждение справедливо лишь в том случае, если под ним подразумевается гибель в непосредственном бою почти 80 % личного состава центральной и правофланговой частей батареи, которая через сутки, расстреляв боезапас оставшихся двух орудий, взорвав их, прекратила своё существование. В целом — из 164 человек первого состава налицо 12 сентября оставалось в живых 96 человек вместе личного и командующего начальствующего состава (при этом нужно учитывать, что эти люди с 13 сентября 1941 года продолжили бои в составе батареи «Б» («Большевик») артдивизиона).
Дата прекращения последних боевых действий батареи «Аврора» в составе отдельного артиллерийского дивизиона специального назначения двухбатарейного состава — утро 13 сентября 1941 г.

## Задачи батареи
Орудийные позиции батарей были выбраны главным образом на обратных склонах горок (на стороне вероятного наступления противника), на открытой местности. Основной задачей батареи «А» было уничтожение наступающих бронетанковых сил противника в ближнем бою. Также, орудия батареи «А» длительное время вели стрельбы по невидимым целям (по передаваемым координатам из Пулково) в районе Гатчины. Дальность стрельбы пушек составляла около 30 километров.

## Материально-техническая часть и описание батареи

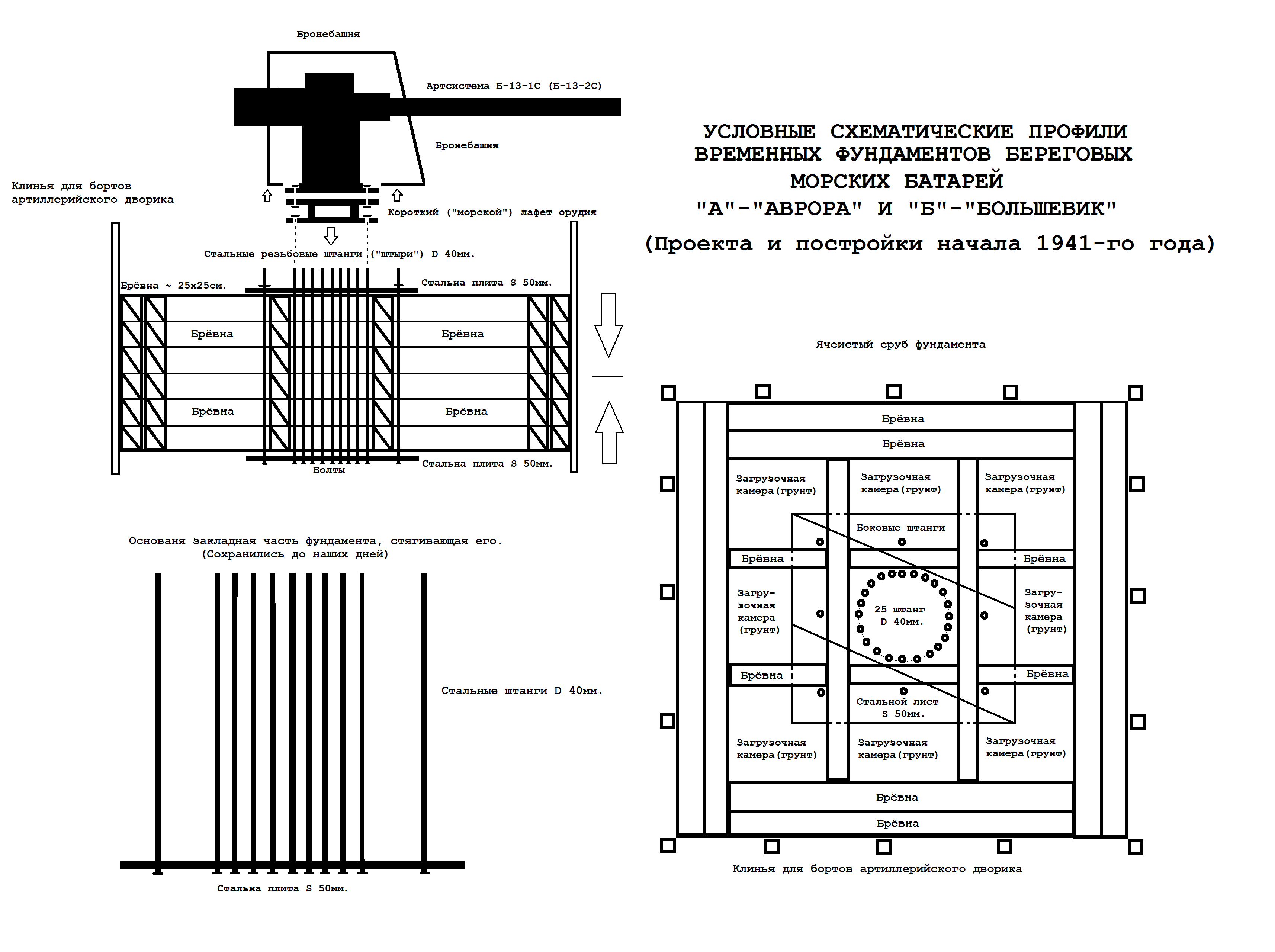
Профиль фундамента артсистем Б-13 1941 г. в районе Дудергофа и Пулково

Численность первого состава батареи «А» составляла 152 человека личного состава и 12 человек нач.ком.состава. Батарея состояла из девяти 130-мм пушек Б-7, с длиной ствола 55 калибров. Лобовая часть башнеподобного щита пушки имела бронирование толщиной 76 мм, и на лето 1941 года была способна выдержать прямое попадание из большинства типов танков вермахта. Проектом и работами по устройству батареи руководил военинжинер 1-го ранга Г. И. Соскин под руководством военпреда А. С. Ворощихина. На отдельных сохранившихся снимках, и по результатам экспедиций 1980-х годов под руководством А. Г. Павлушкиной, видно, что пушки стояли на лафетах, притянутых к особым станинам, сохранившимся до наших дней в составе мемориалов. Под каждую пушку был вырыт котлован, на его дно уложены стальные плиты размером около 1,8×1,8 м, в них вкручены толстые (40 мм.) резьбовые шпильки по кругу, и по периметру, застопоренные на гайки с двух сторон. На каждую плиту, плотно проходя брёвнами между шпильками, расположенными по периметру станин, укладывался большой ячеистый деревянный сруб высотой около метра. В его центральной ячейке и оказывалась станина. Сверху на сруб укладывалась вторая стальная плита, шпильки проходили сквозь неё, и вся конструкция стягивалась в пакет. Всё это было сделано для того, что бы компенсировать отдачу орудия, увеличив площадь опоры фундамента. Затем вся конструкция и ячейки сруба засыпались каменистым дудергофским грунтом доверху, а на срубе выкладывались доски, образуя пол артиллерийского дворика. На верхние плиты станин, точно попадая отверстиями в шпильки, были установлены лафеты пушек батареи. Пушки располагались друг от друга на расстоянии от нескольких сотен метров до километра, в орудийных двориках, утопленных в грунт примерно на 1-2 метра, обшитых досками. По другим данным — под пушки были залиты бетонные подлафетники. Позиции батарей «А» были подготовлены в основном силами ленинградских рабочих дружин, а установку и регулировку орудий производили специалисты и моряки — авроровцы. Командный пункт артдивизиона находился на Пулковских высотах в здании обсерватории. От каждого дворика на десять метров в разные стороны вели ходы сообщения (окопы) к землянке и складу боеприпасов. На одной из позиций (№ 7) они сохранились до сих пор. Общая протяженность батареи на линии от первого до девятого орудия составляла около 15 километров, фронт батареи имел форму полукольца. Каждое занимало отдельную огневую позицию с круговым сектором обстрела. Боевой расчет орудия состоял из 15-17 человек.

Отдельная огневая точка батареи «Аврора».
После боя 11 сентября 1941 г.

 Единственной маскировкой было покрытие каркасами, затянутыми рогожей подкрашенной под цвет местности. Наблюдательный пункт батареи «А» располагался на колокольне лютеранской кирхи, стоявшей на самой высокой точке горы Кирхгоф (170 м от уровня моря до основания кирхи). Помимо пушек, по свидетельствам выживших очевидцев, артиллеристы в ближнем бою применяли имевшиеся у них на вооружении винтовки и ручные гранаты, станковый пулемёт.
На батарее был единственный военврач — капитан медицинской службы, Павлушкина Антонина Григорьевна, тем же летом окончившая Ленинградскую Военно-Медицинскую Академию. Так же на батарее с конца августа работала доброволец, ленинградка сандружинница Зоя, только что окончившая медкурсы. Запасной медпункт был размещён в деревянном домике недалеко от местной (старого здания 289-й можайской) школы. Основной медпункт разместился в районе 2-го — 3-го орудий, в одном из пустых сельских домов.

## Оборона и прикрытие батареи
По оперативной карте Ленинградского фронта с 27.08.41 г. по 06.09.41г., — на западе, на линии Красногвардейск (Гатчина) — Ропша находилась 291 СД, представленная 265-м, 268-м ОАПБ, 104 АПБ (без 2 дивизионов), 4 Б-Н ПТО. Юго-западнее их на передовой стояли 118 СД и 291 СД. Гатчинская группировка была представлена в основном 2СД (126, 207, 276, 270 АПБ и пр.) На востоке, на линии Гатчина — Александровка, линию фронта представляли 2 стрелковых полка и 1 ТА 1 ТД. На севере, в Красном Селе — стояла танковая Б-Н Т-26, в Койрово — танковая Б-Н «КВ». Вокруг Дудергофско — Кирхгофских высот и Красного села, в тылу, — были обозначены две линии обороны, но кроме танков в Красном селе никаких более соединений не указано. Фронт образует клин, направленный в сторону Красногвардейска.
По оперативной карте Ленинградского фронта с 06.09.41г. по 21.09.41 г., — при прорыве немцев КрУР, непосредственно на г. Кирхгоф и вблизи неё находится 282-й ОАПБ 13-й стрелковой дивизии, (1 новоприбывший батальон получил приказ частично перебазироваться в Николаевку, ближе к гор. Пушкин). В списке погибших 282-го Отдельного пулемётно—артиллерийского батальона (далее «ОАПБ», как вариант написания) 13-й стрелковой дивизии действительно числятся убитыми несколько командиров взводов на северном склоне Вороньей горы (вблизи от г. Кирхгоф) 11 сентября 1941 года. Бой немцев (в тех же числах) на северном гребне Вороньей горы с соединениями Красной армии так же подтверждает в своей книге историк Пауль Карель. Других войсковых соединений на вышеприведённой оперативной карте рядом с батареей в радиусе 1-3 км не указано. Ближе всех, южнее Тайцев, — были расположены два ОАПБ и 3-й СП.
Однако, существуют упоминания об обороне Вороньей горы (её северного гребня) до 10 сентября 1941 года и другими войсковыми соединениями СА. Согласно списку безвозвратных потерь 1-й танковой Краснознамённой дивизии, — несколько её бойцов погибли в период с 10 по 12 сентября 1941 года в районе деревень, прилегающих к Вороньей горе. Лейтенант мед/службы Николай Бакланов, служивший в 1 ТД, в своей рукописи так же упомянул, что его часть расположилась у подножия Вороньей горы и примерно до 11-12 сентября воевала на тех позициях.
Так же существуют упоминания, что юго-западнее батареи (на пути вероятного наступления противника) располагался укреплённый район, состоявший из множества железобетонных ДОТов, с 76- и 45-миллиметровыми, в том числе противотанковыми, пушками. Численность ОАПБ-ов доходили до 1000—1400 человек в каждом. Район поддерживали танки КВ-1 и КВ-2. Дудергофская и Кирхгофская возвышенности, у подножия которых и была расположена батарея «А», — имели крутые южные склоны, труднопреодолимые для бронетехники, за исключением северо-западной, отлогой части горы Кирхгоф. Фактически батарея находилась внутри полукольца гор. С июля-августа 1941 года, вместе со строительством батареи начались работы по устройству противотанкового рва на поле перед ней. Работы выполнялись добровольцами, ленинградскими женщинами — окопницами. Оборону противотанкового рва должен был обеспечивать прибывший 10.09.41г., в связи с прорывом КрУР, ранее ещё не участвовавший в боевых действиях 2-й батальон 500-го стрелкового добровольческого полка, набранный из добровольцев гор. Ленинград. Командование этого полка, а также 1-й и 3-й батальоны разместились в районе Тайцев и Александровки. Так же в обороне района участвовали 2-я и 3-я гвардейские ДНО 42-й армии и 1-я бригада морской пехоты (в Красном селе, с 10.09.41г.).

В монографии немецкого историка и дипломата Пауля Кареля (нем.Paul Carell) укрепрайон в непосредственной близости от батареи описывается так:
«…мощные бетонные доты с тяжелым вооружением, эскарповые галереи с морскими орудиями, пулеметные точки взаимной поддержки и глубокоэшелонированная система окопов с подземными ходами сообщений прикрывали подступы ко всем господствующим высотам — высоте 143 и к востоку от неё „Лысой горе“, помеченной на карте как высота 167…»
(Дополнительные материалы см.ниже в разделе Общие выводы о гибели батареи «А»).

## История пушек
До ВОВ пушки батареи «А» были установлены на крейсере «Аврора», но не являлись участниками революции 1917 года. Прежние пушки (152 мм) были переданы Волжской Военной флотилии ещё в Гражданскую войну. Новые на крейсере появились в 1923 году, после капитального ремонта судна (до этого стояли 152 мм орудия). Пушки сняли с крейсера, когда он стоял в Ораниенбауме, погрузив лебёдками и автокраном на платформы. Носовое орудие (Б-13) осталось на крейсере, впоследствии было установлено на бронепоезд «Балтиец». К Вороньей горе пушки вез тракторный поезд. После войны большая часть пушек исчезла, по свидетельствам очевидцев, немцы использовали их башни как опытные мишени для оценки качества брони. По дополнительным свидетельствам, как минимум одна из пушек дожила до окончания войны на своем месте и исчезла уже после, в мирное время. В настоящее время на крейсере Аврора стоят совершенно другие пушки, 152 мм, установленные на корабль в количестве 14 единиц в 1948 году.

## Установленные командиры и личный состав
- Командир батареи: старший лейтенант Дмитрий Николаевич Иванов (1913—30.09.1942) ур. Омской обл., Саргатского р-на, дер. Баженово (преподавал курс артиллерии в Черноморском высшем военно-морском училище, учитель А. В. Смаглия.[12] Был тяжело ранен на батарее, выжил. 28.09.42г., в звании капитана, нач. штаба 302-го арт. дивизиона, обеспечивая корректировку огня дивизиона, был тяжелоранен в бою под Шлиссельбургом. Умер от ран 30.09.42г., в бою вёл себя храбро и стойко. Захоронен возле деревни Мартыновка на правом берегу р. Нева).[12][34][53]
- Командир арт.дивизиона: инженер-капитан 1-го ранга Григорий Лазаревич Соскин (1901—30.08.1941)[54](при немецком авианалёте погиб в своём автомобиле на шоссе у д. Пустолово (Пустилово). Убит попавшим в область сердца осколком разорвавшегося рядом снаряда).[31][55]
- Командир арт.дивизиона: ст. л Михаил Александрович Михайлов (1913 — 27.07.1944) ур. г. Горький (после гибели батареи «А» — командир бронепоезда, участвовал в прорыве и снятии блокады Ленинграда. В июле 1944 года командир 806-го самоходного артиллерийского полка гвардии майор М. А. Михайлов в бою за Псков пал смертью храбрых)[12]. Похоронен на Богословском кладбище в Санкт — Петербурге[56][57][58].
- Комиссар арт.дивизиона: Вячеслав Александрович Иванов (1904—10.09.1941) (погиб в бою в Дудергофе, застрелен немцами вместе с шофёром в кабине грузовика, в тёмное время суток)[31][59]
- Военный комиссар: младший политрук Адриан Адрианович Скулачёв (1913 — сентябрь или октябрь 1941) ур. Башкирской АССР, Балтачевского р-н, д. Балтачево. (По легенде погиб при взрыве на позиции 2-го орудия батареи «А». Согласно документам ЦВМА убит в октябре месяце 1941 года осколком снаряда при арт. обстреле противником территории батареи в районе Пулковских высот)[60].
- Военный врач: старший военный фельдшер капитан медицинской службы Павлушкина Антонина Григорьевна (р. 1917) ур. Калининской обл., Молодотудского р-н, д. Месцово (Мяссово)[61] (Вдова А. В. Смаглия. 11.09.41г. и/о командира 5-го орудия по приказу командира батареи Д. Н. Иванова, как старшая по званию)[12][31].
- Доброволец санитарной дружины Зоя (? — 11.09.1941) (прибыла на батарею вместе с телефонисткой из Ленинграда во второй половине августа, казнена на позиции 1-го орудия)[12][31].
- Нач. хоз. части батареи: техник-интендант 1-го ранга Швайко Григорий Кондратьевич (1922—1941) (убит на 1-м орудии при его захвате 10—11 сентября 1941 г.).[34]
- Оружейник: главный корабельный старшина Лобанов Семен Алексеевич.
- Командир 1-го орудия — мл.л. Скоромников Георгий Архипович (1903—10.09.1941) (убит осколком на Парковой улице п. Дудергоф при авианалетё, захоронен в воронке от убившего его снаряда. Место после ВОВ показала врач С. Н. Петрова, свидетель гибели Г. А. Скоромникова).[40]
- Командир 2-го орудия — л. Антонов Александр Александрович (1914—1941) ур. Ярославской области, Тверацкого р-на, д. Матрёнино (В 1940 году окончил Военно-морское училище имени М. В. Фрунзе. По отдельным свидетельствам, погиб во время взрыва на позиции орудия № 2 во время его захвата, официально на 1987 г. числился «…пропавшим без вести в борьбе с фашистами..»)[34].
- Командир 3-го орудия — л. Дементьев Евгений Николаевич (1914—1982) ур. гор. Ташкента.
- Командир 4-го орудия — л. Кузнецов Николай Павлович (1914—1969) ур. гор. Ленинграда.
- Командир 5-го орудия — л. Смаглий Алексей Васильевич (1920—?) ур. Украинская ССР, Киевская обл., Черкасский р-н, с. Мошны. (по словам очевидцев попал в плен, о дальнейшей судьбе неизвестно).[31][62]
- Командир 6-го орудия — л. Доценко Александр Иванович (30.04.1919—13.01.2014, гор. Севастополь) ур. гор. Орёл Сталинградской обл[63].
- Командир 7-го орудия — л. Овчинников Иван Фомич (р. 1917) (прошёл ВОВ).
- Командир 8-го орудия — старший лейтенант Голубов Александр Илларионович (03.12.1918— 23.09.1944) ур. Молдавской АССР, г. Дубоссары (Погиб в Карском море в должности командира БЧ-2 и БЧ-3 СКр-29 3-го дивизиона СКр ОВД-а ИВМБ Беломорской ВФ вместе с экипажем при выполнении боевого задания при торпедировании корабля вражеской подводной лодкой. Тело не найдено)[64][65]
- Командир 9-го орудия — л. Желудков Леонид Владимирович (1919—1941) ур. Кировской области (1919—1941) (уволен из ВМФ октябре 1941 г.)[34] По другим данным — Жолудов Леонид Васильевич (1919—1941/42 г.г.) (Приговорён военным трибуналом к расстрелу в должности командира батареи «А». Окончательно уволен из ВМФ 28.03.42г.)[66]
- Краснофлотец — Константин (? — 10.09.1941) (шофёр, расстрелян вместе с ком.див.-ом в Дудергофе, в грузовом автомобиле)[31][32][35][40]
- Краснофлотец — Пётр Лебедев[31]
- Краснофлотец — Сериков Афанасий Фёдорович (1907 — 09.1941 г.) ур. Воронежской обл., Давыдовский р-н, Бодеевский с/с. (Пропал без вести в Дудергофе)[67].
- Краснофлотец, заряжающий 3 орудия — Лев Шапиро (1910—1979)

В 1960—1970-х годах усилиями «красных следопытов» из можайской 289-й школы (историческое старое здание 289-й можайской школы «с башенкой» находится на склоне горы Ореховая, чуть в стороне над 1-м орудием) нашли друг друга старшина 5-го орудия А. А. Кукушкин, наводчик 2-го А. В. Попов, командир 6-го А. И. Доценко, командир 3-го Е. Н. Дементьев, связист И. Ф. Чистопьянов, матросы А. А. Целобанов, Н. В. Данилов, Л. Ф. Смирнов.

## Географическое расположение позиций батареи и координаты в международной системе WGS84

Схема батареи «Аврора» с 3 по 7 орудие, включая кирху на г. Кирхгоф.

Орудие № 1 установили у самой подошвы Вороньей горы. В его сектор обстрела входили: Гатчинское шоссе, поля, Киргофские высоты и деревушки Вариксолово, Мюреля, Перекюля, Ретселя — вплоть до Киевского шоссе. Географические координаты: 59°41’33’’ с. ш. 30°07’26’’ в. д.
Орудие № 2 было установлено в 1100 метрах от орудия № 1 на невысокой гряде в лощине между деревнями Вариксолово и Мурилово. Географические координаты: 59°41’39’’ с. ш. 30°08’35’’ в. д.
Орудие № 3 было установлено в 970 метрах от орудия № 2, в 50 метрах к юго-западу от крайних домов деревни Перекюля, на краю склона, обращённого в сторону Тайцев и Александровки. Географические координаты: 59°41’19’’ с. ш. 30°09’23’’ в. д.
Орудие № 4 было установлено в 1100 метрах от орудия № 3 на юго-восточном склоне горы Кирхгоф, в 50 метрах к северу от крайних домов деревни Ретселя. Географические координаты не сохранившейся позиции: 59°41’28’’ с. ш. 30°10’32’’ в. д.
Орудие № 5 — в центре батареи «А» на склоне Киргофских высот. Оно контролировало сектор от Гатчинского до Киевского шоссе, включая Красногвардейск (ныне Гатчина), Дудергоф, железную дорогу, Красное Село и деревни от Вороньей горы до Пелгалы и Коврово на Киевском шоссе. Географические координаты: 59°41’48’’ с. ш. 30°10’47’’ в. д.
Орудие № 6 — в 200 метрах от пятого на южном склоне высоты, у самой подошвы. Географические координаты: 59°41’49’’ с. ш. 30°10’59’’ в. д.
Орудие № 7 — в километре от шестого у деревни Пелеля, на удалении 3 километров от Киевского шоссе. Географические координаты: 59°41’56’’ с. ш. 30°11’13’’ в. д.
Орудия № 8 и 9 установили за околицей Пелели, в 500 метрах одно от другого. Географические координаты: 59°41’41’’ с. ш. 30°15’40’’ в. д.

## Участие батареи в боевых действиях и обстоятельства последнего боя
В конце августа 1941 года войска фашистской Германии начали накапливать силы вокруг Гатчины, для прорыва на новом рубеже, находясь за пределами досягаемости полёта снарядов сухопутной артиллерии.
30.08.1941 г. осколком снаряда при авианалёте был убит командир артидивизиона Г. Л. Соскин, в который входила батарея «А».
С 3 сентября 1941 года Батарея «А» («Аврора») начала активные боевые действия в составе отдельного артиллерийского дивизиона специального назначения двухбатарейного состава, начав наносить удары по скоплениям противника в Ям-Ижоре. В течение 3—7 сентября удары были нанесены по скоплениям противника в населённых пунктах Кипень, Скворицы, Высоцкое, Лемпелово, Пелези.

4 сентября 1941 г. на Ленинградском фронте были введены временные нормы среднего расхода боезапаса при стрельбе морской артиллерии по сухопутным целям. Исходя из этого следовало, что, с учётом калибров (согласно прил. к приказу № 0013):
«…Стрельба морской артиллерии с полной скорострельностью в целях экономии боезапаса может вестись непрерывно не более двух минут. Если требуется длительный обстрел цели, то допускается следующая скорострельность: 130 мм… орудия … один двухорудийный залп с …(батареи) в 15 минут…общая длительность стрельбы отдельного … (батареи) не должна превышать 3—4 в сутки…»
6 сентября огнём батареи была атакована и разгромлена показавшаяся механизированная колонна немцев на Гатчинском шоссе. В ответ вражеская авиация начала регулярно бомбить Воронью гору, Кирхгоф и Пулково, при этом точно не зная расположение замаскированных позиций батареи.

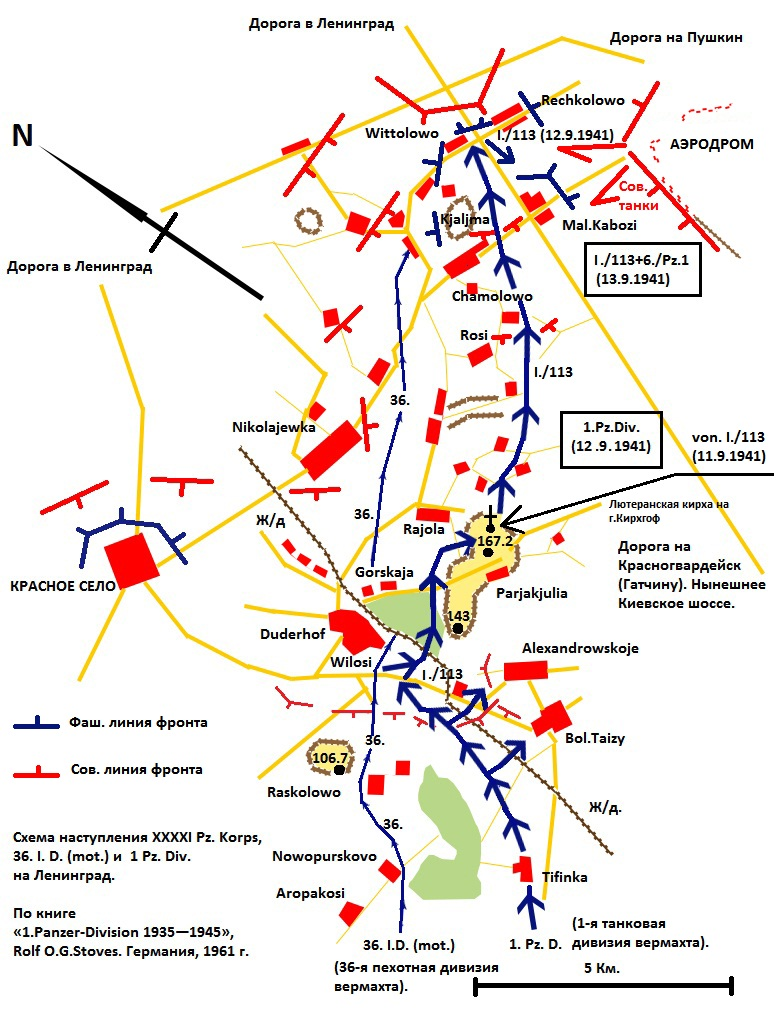
Схема наступления фашистских частей на Дудергоф по книге «1.Panzer-Division 1935—1945», Rolf O.G.Stoves. Германия, 1961 г. (авторская карта находится в книге).

8 сентября батарея стала свидетелем жестокого авианалёта на Ленинград, сама также подверглась бомбардировкам с воздуха.

Утром 9 сентября 1941 г. пять пехотных, две танковые и одна моторизованная дивизии 4-й танковой группы и 18-й армии после артиллерийской и авиационной подготовки начали прорыв широким фронтом из района северо-западнее Красногвардейска (Гатчины) на Красное Село и Ленинград. Из оперативной сводки Штаба Центрального сектора КрУР:
«…Противник в течение всего дня, ещё в большей степени чем 9.9.41 года усилил непрерывное применение авиации и артиллерии по всему району обороны Сектора, стремясь подавить живую силу, узлы сопротивления, нарушить подвоз и связь…»
Батарея «А» продолжала наносить удары по вражеским соединениям, атакующим районы перед Красным Селом, сама регулярно подвергаясь авиабомбардировкам.

Кирха на горе Кирхгоф в Ленинградской области. Наблюдательный пункт батареи «А». Участник последнего боя батареи «А». Не сохранилась.

10 сентября, немцы, в жестоких боях, с большими потерями, подавив оборону Красногвардейского укрепленного района, предпринимают попытки штурмовать пехотой Воронью гору. Эти действия серьёзно осложнили работу батареи «А», так как в Красном селе находился основной склад боеприпасов для морских пушек. Боезапас на батарее стал ограничен. Вместе с тем начался миномётный обстрел позиций батареи из леса в километре от позиций батареи (всп. ком. 6 ор. Дементьев). Утром 10 сентября пехотинцы и саперы немецких штурмовых батальонов с юго-запада вышли к Дудергофским высотам — главному бастиону последнего рубежа обороны Ленинграда. Пехотинцы 36-й МПД получили задание, — овладеть высотами у посёлка Дудергоф (ныне Можайский). Батарея ответила контрударом, так же отпор дали танки КВ, и враг ненадолго отступил. По воспоминаниям дудергофского врача С. Н. Петровой, на её глазах в тот день шальным осколком вражеского снаряда убило командира 1-го орудия Г. А. Скоромникова. Вместо Г. А. Скоромникова командование 1-м орудием принял нач.хоз.части Г. К. Швайко. По воспоминаниям командира 3-го орудия л. Е. Н. Дементьева, — батарея подверглась миномётному обстрелу из леса, на расстоянии 1 км.
Атаки на Воронью гору, осуществляемые 118-м пехотным полком при поддержке дивизионной артиллерии и 73-го артиллерийского полка, продолжались до 20.45 10 сентября. После 21.00 4-й роте 118-го мотопехотного полка удалось достичь окопов на северном склоне. К вечеру высота 143 (прим. по высотам и расположению это Воронья гора) была захвачена, при этом немцы понесли большие потери в живой силе. Всё это время батарейцы не видели происходящее на другой стороне горы из-за расположения орудий у подножия обратной стороны гор, но слышали шум боя. Вечером 10 сентября с Вороньей горы в д. Николаевка (расстояние ~ 3 км.) сумела вырваться группа вооруженных раненых красноармейцев, подтвердивших, что немцы с утра 10.09.41г. Воронью гору обстреливали из всех видов вооружения (авиация, миномёты, и пр.), а затем выбили с неё оставшихся солдат.
В 21.40 мин штабом Ленфронта, от имени К. Ворошилова, был издан боевой приказ № 0029 командующему 42-й армией, в котором предписывалось ликвидировать прорыв фронта. В частности в приказе говорилось, что для этих целей:

…мною (прим. — К.Ворошиловым) сосредоточено в распоряжение командующего 42-й армии — 500 сп, отдельная морская бригада и два батальона танков...Приказываю: объединёнными усилиями этой группы войск, авиации, танков разгромить и уничтожить высоцко-скворицкую прорвавшуюся группу противника. Наступление начать в 12:00 11 сентября, нанося концентрический удар в направлениях Тайцы, Тихвинка, Скворицы и Алакюля, Высоцкое … наступление обеспечить с флангов выделением пехотного прикрытия и заградительным артиллерийским огнем… назначив для этого тяжелую и корабельную артиллерию….разрешить расход двухдневной нормы боеприпасов на орудие…

Исходя из рапорта о гибели батареи «А» за подписью командира арт. дивизиона М. А. Михайлова (заменившего в должности убитого В. А. Иванова) следует, что в одиннадцать часов (вечера) 10 сентября, узнав о гибели командира 1-го орудия и окружении его немцами, на машине «Пикап» из штаба на позицию выехал комиссар арт. дивизиона В. А. Иванов, взяв с собой шофера-краснофлотца. По прибытии на командный пункт батареи (в районе 5-го орудия) комиссар дивизиона Иванов, вместе с командиром батареи ст. л. Д. Н. Ивановым, оставя «Пикап» на позиции орудия № 7, взяв грузовую машину и шофёра (так же бачки с кашей, очевидно для бойцов правого фланга батареи), выехали на позицию орудия № 1. По пути, в посёлке Дудергоф (ныне Можайский), у дома № 50 по ул. Советская (по нумерации 1989 г., когда было взято свидетельство Григорьева Н. Н.) в тёмное время суток на машину было совершено нападение неустановленной группой лиц, предположительно немецкой разведкой, примерно в 2 километрах от позиции 1-го орудия. Были убиты шофёр и комиссар дивизиона В. А. Иванов. Из показаний комбата Д. Н. Иванова, — он ехал в кузове грузовика. Ночью, в Дудергофе, ехавшие в грузовике увидели группу лиц впереди машины, окликнули. В ответ их обстреляли. При обстреле врага он (комбат) смог выпрыгнуть в канаву, где открыв огонь из нагана, но был сильно ранен в ногу немецким автоматчиком. Оставшиеся в кабине шофёр Костя и Ком.див. так же отстреливались, но автоматчики изрешетили кабину, убив их. Сумев в темноте уйти от преследователей, комбат вышел на позицию 1-го орудия, где ему была оказана помощь сандружинницей Зоей в землянке лейтенанта Скоромникова. Комбат периодически терял сознание. Планшетка с картой батареи и позициями стационарных огневых точек, находившаяся у комиссара, осталась в машине и могла быть захвачена противником. Комбат Иванов переживал из-за утраты планшетки Ком.див.-а с картой, и, оценив сложившуюся ситуацию, отказался эвакуироваться в госпиталь. Утверждается, что с обширной кровопотерей и глубокой раной он добрался пешком до запасного командного пункта у 5-го орудия, где ему была проведена операция врачом А. Г. Павлушкиной. Ночью 11 сентября Д. Н. Иванов сообщил о произошедшем по телефону в штаб артдивизиона, Михайлову. Оттуда последовал приказ собрать разведгруппу и прочесать лес в поисках неприятеля и захваченной машины с комиссаром дивизиона. После этого связь с батареей «А» прервалась, и больше по телефонной связи из Пулково с батареей никто не связывался На основании полученного приказа Д. Н. Иванов отправил на позицию 1-го орудия командира 5-го орудия Смаглия А. В. как более опытного, для замены временно исполняющего обязанности командира орудия нач.хоз.части Г. К. Швайко, приказав взять Смаглию с собой по 3 человека с каждого орудия, для усиления расчёта 1-го. Командиром 5-го орудия комбатом была назначена 24-летняя военврач Павлушкина А. Г., как старшая по званию, в военном деле ей помогал старшина Алексей Кукушкин. В 6.00 11 сентября 1941 года разведгруппа под руководством А. В. Смаглия, в составе 15 человек, вышла в район Дудергофа. На всём протяжении пути вступала в бои с противником. Группа дошла до 1-го орудия. Утверждается, что не обнаружив там никого, она взорвала боезапас и пушку. Из показаний Петра Лебедева и тяжелораненного краснофлотца, шедших вместе с группой Смаглия и сумевших выйти из боя на 1-м орудии, — по дороге в Дудергоф они неожиданно подверглись частому обстрелу из пустых домов эвакуированных близлежащих деревень, но командир (Смаглий) в бой вступать не разрешил, шли прямо на орудие. На Вороньей (Ореховой) горе, при обстреле, недалеко от огневой позиции 1-го орудия Лебедева контузило, друга ранило, и они укрылись в кустах. Фашистов видели много, на мотоциклах и танках. Видели, как группа Смаглия дошла до орудия и стреляла по танкам. Потом гору стали окружать, а Петр и раненый сумели выйти из боя. Гору видели всю в дыму от разрывов. При прорыве из окружения слышали крики «ура». По словам раненого краснофлотца, которого привёл Петр — «…был страшный бой. Из которого живыми не возвращаются…» По свидетельствам радиста 8 и 9 орудий, данным им Павлушкиной А. Г. вечером 11 сентября 1941 г., — на 1-м орудии была радиостанция (там был запасной КП), и он в течение дня держал неустойчивую связь с ней. Из прерывистого общения с девушкой-радисткой 1-го орудия он понял, что группа Смаглия дошла до 1-го орудия и стреляет прямой наводкой по танкам. Последним словом, услышанным им по радио, было, — «немцы». После на связь больше никто не выходил.
По воспоминаниям часового, заряжающего третьего орудия Льва Шапиро, — в ночное время суток («едва-едва светать стало»), стоя на посту, он наблюдал пожары в Дудергофе и услышал шум боя со стороны 1-го орудия. Взрывы гранат, треск пулемётов, в том числе «характерный звук» станкового, который группа А. В. Смаглия взяла с позиции 6 орудия, и крики «ура». Бой длился около 15 минут. (Здесь и далее см. в Литературе прим. об утверждении о документальных свидетельствах в книге)
По воспоминаниям наводчика 2-го орудия А. Попова (выжил, был в плену, вернулся на родину) вернувшаяся ночью 11 сентября (после ухода группы Смаглия) разведка доложила о двух ротах фашистов у 1-го орудия, оккупированном Дудергофе и Вороньей горе (в то время Вороньей горой называли всю Дудергофскую возвышенность). После чего расчёт 2-го орудия выпустил не менее 10 снарядов по нынешней горе Ореховая. По воспоминаниям врача С. Н. Петровой, её и «нескольких моряков» взяли в плен во время последнего боя у 1-го орудия, в доме, который относился к батарее, где они укрылись (время не приведено). Этим домом мог быть медпункт батареи, который и располагался у 1-го орудия в отдельном здании. По воспоминаниям старшины 5-го орудия А. Кукушкина, — двое вернувшихся на 5-е орудие раненных матросов сообщили, что Дудергоф полон немцев. К утру 11 сентября, по воспоминания жительницы деревни Кавелахта, бой на позиции 1-го орудия уже не шёл, и укрывшихся от боя людей стали выгонять из погребов. Первое орудие было захвачено.
11 сентября, ранним утром, не ввязываясь в ночной бой, обойдя Ореховую гору и выйдя к г. Кирхгоф (у немцев «Лысая гора», выс.167), штурм высоты 167 начали на бронетранспортерах 1-й батальон 113-го стрелкового полка, 6-я рота 1-го танкового полка, и один взвод 37-го танкового инженерного батальона, при поддержке 2-го дивизиона 73-го артиллерийского полка. К этому времени связь с штабом дивизиона в Пулково была повреждена, как и между орудиями. Атаку на батарею «Аврора» осуществили главным образом 1-я танковая дивизия (группу сформировали 1-й батальон 113-го стрелкового полка и 6-й батальон 1-го танкового полка) и 36 пехотная дивизия вермахта (118-й моторизованный полк) под командованием майора доктора Экингера. После очередной артподготовки мотомеханизированные части фашистов пошли в наступление так же и по правому флангу батареи (где были расположены 1 и 2 орудия), через Кавелахту. 113-й стрелковый полк на бронетранспортёрах, при поддержке авиации 8-го воздушного корпуса, превосходящей численностью подавил оборону 2-го батальона в противотанковом рве на поле перед батареей. Сапёрная группа унтер-офицера Фрича захватила техническую перемычку через ров и удерживала её до подхода основных сил. По другим данным — группа сапёров самостоятельно возвела перемычку из брёвен и досок. Примерно в это же время наводчик 2-го орудия А. Попов увидел движущиеся танки противника на дороге со стороны Красного Села, в лощине между современными горами Ореховая и Кирхгоф, — а не со стороны 1-го орудия и Кавелахты, где их ожидали. Расчёт 2-го орудия уничтожил один танк, после чего машины противники укрылись за сараями и складками местности и продолжили обстрел 2-го орудия. Вскоре снаряды на орудии подошли к концу, а само оно получило повреждение поворотного механизма, появились раненые. Позицию батареи и посёлок бомбила и обстреливала авиация. оставшийся расчёт орудия не имел возможности к отступлению и укрылся в землянках у 2-го орудия. Двое батарейцев, — политрук А. А. Скулачёв и предположительно командир орудия А. А. Антонов (по другим данным матрос Л. Ф. Смирнов), — при штурме позиции укрылись в артиллерийском погребе. При попытке немцев войти в погреб они выстрелом из огнестрельного оружия убили одного из них, а затем взорвали себя гранатой, когда в вентиляционную трубу погреба в ответ была брошена дымовая шашка (при этом по словам Л. Ф. Смирнова, взорвал себя только А. А. Скулачёв. Выжившие артиллеристы были пленены. При этом так же существует версия, что взорвал себя в погребе только политрук А. А. Скулачёв, в том числе со слов свидетеля Л. Ф. Смирнова, который был рядом с ним и покинул погреб до взрыва. Второе орудие было захвачено, окончило бой в 12.00 11 сентября 1941 г. Судьба самого орудия и орудийного расчёта в кол-ве 15 человек за исключением нескольких пленённых на 1987 г. не была установлена в виду уничтожения связи между орудиями «…сильной бомбёжкой, миномётным обстрелом, и окружением орудия немецкими мотоциклистами — автоматчиками…» в годы ВОВ.
Предположительно, 1-е и 2-е орудия конкретно были атакованы танковым полувзводом лейтенанта Коха из состава 8-й роты 1-го танкового полка, которые, как утверждается, атаковали орудия «слева и справа от дороги», используя ручные гранаты и огнемёты, вступив в рукопашный бой с расчётами орудий.
По воспоминаниям командира 3-го орудия лейтенанта Е. Н. Дементьева, — утром 11 сентября немецкие танки и бронетранспортеры появились в зоне его видимости, недалеко от 1-го орудия, под горой Ореховая. 3-е орудие обстреливало их прямой наводкой, Дементьев лично видел в бинокль, как они горят и взрываются. К середине дня 11 сентября танки и пехота врага прорвали правый фланг батареи. 1-е и 2-е и 4-е орудие из-за складок местности он не видел, но звука боя не слышал так же. Третье орудие вело бой до 14.30 11 сентября 1941 г. К этому времени он видел немецкую технику в 200—300 метрах от своего орудия. От нескончаемого артиллерийского и миномётного обстрела 8 выживших из расчёта орудия укрылись в землянке, которую вскоре стали обстреливать немецкие автоматчики, занявшие близлежащую деревню. Командир 3 ор. Дементьев и радист сумели вырваться с боем из окружения, забрав с собой «стреляющее приспособление» и испортив «прицельное устройство» пушки. Судьба остальных 6 краснофлотцев на 1987 год не была установлена. Командир 3-го орудия выжил и прошёл всю ВОВ.
Орудие номер 4 вело бой до 13:30, было окружено немецкими пулемётчиками, погибли 7—8 краснофлотцев, 7 человек были захвачены в плен. Расчёт орудия не успел в боевой обстановке испортить пушку, и захватив орудие, немцы открыли из него огонь по 8 и 9 орудиям. В 17:00 11 сентября 1941 года залпами 8 и 9 орудий немецкие миномёты на позиции 4 орудия, как и оно само — были подавлены. В 1980-х годах, в воронке неподалёку от 4-го орудия обнаружили воинское захоронение времен ВОВ в числе 5 человек, идентифицированных как краснофлотцы. Их останки были захоронены на мемориале у Ореховой горы.
Примерно в это же время (утром 11 сентября) майор Экингер, дальше и с севера обойдя Дудергоф в районе Вороньей горы, повернул свой батальон на юг, затем вновь на восток, и атаковал Лысую гору (гора Кирхгоф, высота 167 на нём. схемах). В воспоминаниях командира 6-го орудия А. И. Доценко, это произошло около 8.00 утра. Манёвр фашистов позволил их танковой роте, и роте бронемашин, — проникнуть в «мёртвую зону» пушек, поднявшись на вершину горы, и ударить орудиям в спину и сверху, скрываясь за гребнем горы, одновременно с этим разместив на колокольне существовавшей тогда лютеранской кирхи на вершине Кирхгофа пулемётный расчёт, а рядом с ней миномёты. Оттуда немцами вёлся обстрел 4, 5, 6 и 7 орудия. По воспоминаниям супруги командира артдивизиона ст. л. Михайлова Н. Касьяновой, приехавшей из Пулково на мотоцикле на батарею «А» вместо раненого связного, — вся гора была окутана дымом, повсюду рвались снаряды и мины, с неба оставшиеся орудия бомбила авиация, и она не смогла пробиться к 5-му — 7-му орудиям. Пулемётный расчёт на колокольне, по воспоминаниям командира 3-го орудия Е. Н. Дементьева, — был уничтожен по его приказу огнем 130 мм пушки. Так же, по вражескому расчёту на колокольне вели стрельбу 5 и 7 орудия. По воспоминаниям А. Г. Павлушкиной, на тот момент командира 5-го орудия, немцы тем не менее продолжали наступление и обстрел оставшихся 5, 6 и 7 орудий. Орудия 5, 6, 7 под массированным, непрекращающимся огнём вели бой с противником до 15:00 11 сентября 1941 г., расстреляв весь свой боезапас (при этом ещё оставались 30 «выстрелов», но к ним уже не было снарядов). 5-е орудие осело и стало неисправным. Немцы стали окружать орудие, в связи с чем пушка была взорвана путём набивания песком ствола и подрывом «выстрела», остальные «выстрелы» были так же взорваны вместе с артпогребом. а А. Г. Павлушкина и 9 матросов из расчёта орудия по-пластунски стали отходить к оставшимся и ещё стреляющим орудиям (8 — 9) под непрерывным огнём противника, за Киевское шоссе.
В 11:30 11 сентября противник радиографировал с горы Кирхгоф о наблюдении Ленинграда и Финского залива.
По воспоминаниям командира орудия 6 орудия А. И. Доценко, — до часу дня 11 сентября он и седьмое орудие продолжали обстреливать лес на склоне Кирхгофа, по району захваченного 4 орудия (об захвате этого орудия им доложил выживший связной 4 орудия; так же он доложил о присутствии в лесу на горе немцев). Примерно в час дня боезапас 6-го орудия иссяк, и было принято решение отступить. Тяжелораненый командир батареи ст. л. Д. Н. Иванов всё это время находился на позиции 7-го орудия и давал указания. Несмотря на ранение, командовал батареей до последнего её дня. При отступлении была подожжена огневая точки и землянка шестого и близлежащих орудий, оставшиеся пушки взорваны. Выжившие моряки так же отошли к 8 и 9 орудиям, где их встретил расчёт 5-го.Дымы от боя на Дудергофских высотах наблюдали даже воины 282-го ОАПБ в д. Николаевка, в 3 км от неё.
8 и 9 орудия батареи «А», находившиеся в отдалении (у деревня Пеляля, за Киевским шоссе, с самого начала существовавшие «особо» от остальной части батареи в плане быта), 11 сентября продолжали наносить удары по фронту противника, сдерживая его прорыв с г. Кирхгоф на Киевское шоссе.
К исходу 11.09.1941 разведкой 281-го ОАПБ обнаружены 10 тяжелораненых краснофлотцев, подтвержден захват противником Кирхгофа при поддержке 5 танков.
В это время, по Киевскому шоссе под прикрытием последних пушек батареи «Аврора», в Ленинград сумело выйти множество людей из захваченных после прорыва КрУР окрестных сёл и деревень. По воспоминаниям А. Г. Павлушкиной, в то время находившейся на 8 и 9 орудиях, — до глубокой ночи 11 сентября 1941 года она наблюдала нескончаемые людские потоки, двигавшиеся от места прорыва фронта по шоссе в Ленинград. Это были и женщины — окопщицы, работавшие на строительстве КрУР, гражданское население, отдельные разбитые войсковые соединения. Толпу Павлушкина оценила многотысячной, с повозками, узлами. Гражданское население под крики и плач детей не шло, — а буквально бежало, напуганное. На вопрос Павлушкиной люди отвечали, что бегут от немцев, которые наступают сзади и разрушают их дома.
Ночью 12 сентября, на позиции 8 и 9-го, с 1-го орудия смогли выйти два краснофлотца из группы А. В. Смаглия. Тяжелораненый неизвестный, и его товарищ Петр Лебедев.
Утром 13 сентября 1941 г. расчёты 8 и 9 орудий, полностью расстреляв боезапас, взорвав пушки, прибыли на батарею «Б». На батарее «Б» артдивизиона в этот момент так же окончились все снаряды, и для устрашения наступающих орудия произвели атаку холостыми выстрелами, которые враг принял за настоящие и остановился. Это позволило выиграть время для подвоза новых.
По воспоминаниям Рейно Николаевича Вогелайнена, 11 сентября, ближе к вечеру, он с соседом Андреем Петровичем Лойконеном обнаружили тела 5-6 убитых моряков на позиции 1-го орудия, а также мертвую девушку и захоронили их, бой на близлежащих орудиях был окончен.
В ходе всего боя 9 — 13 сентября было уничтожено не менее 11-12 танков противника.

## Оценки потерь батареи
К концу боевых действий батареи «Аврора» (13.09.41г.) по воспоминаниям А. Г. Павлушкиной из почти 200 человек в живых осталось 25 (возможно, в её подсчётах это выжившие воины 1-7 орудий, как части батареи, которая приняла на себя наиболее кровопролитные бои). Так же, по воспоминаниям командира 6-го орудия А.Доценко, в живых осталось около 10 % личного состава батареи. Согласно официальной выписке из архива ЦАМО — в результате боевых действий, на 12 сентября 1941 г. артиллеристов артбатареи «Аврора» осталось в строю налицо: 6 из 12 человек ком. нач. состава; личного состава — 90 человек из 152. По состоянию на середину 1990-х годов полный список боевого состава батареи установлен не был.

## Казнь моряков-авроровцев
Устные и печатные свидетельства.

1 орудие батареи «Аврора» 11 сентября 1941 года. Тела казненных фашистами моряков и сандружинницы.

Согласно свидетельствам очевидцев, — в период времени с 0.00 до середины дня 11 сентября в артиллерийском дворике орудия № 1 фашистами было совершено предположительно жестокое умышленное убийство как минимум 5 раненных воинов СА, незадолго до этого вступивших с ними бой; так же ими была убита девушка-сандружинница. Показания некоторых очевидцев, видевших в том числе обгоревшие тела, как и утверждение факта казни, — появились в нескольких газетах, журналах и художественно — документальной книге советского периода. (См. в Литературе прим. об утверждении о документальных свидетельствах в книге). Свидетелями, захоронившими тела, утверждается, что убитые были одеты в морскую форму советского образца, за исключением сандружинницы, одетой в одежду медика. В связи с этими особыми обстоятельствами убийства, фигурировавшими в различных печатных изданиях, — возможно и был выбран термин «казнь».
- Одна из свидетелей «Вечернему Ленинграду» (1989 г.), — Л. Н. Синельникова, — утверждавшая, что видела тела 5-6 убитых у 1-го орудия утром 11 сентября, — не упоминает признаки сожжения, но и не отрицает их. Журналист, написавшая статью, на основе этого склоняется к отрицанию факта сожжения. Синельникова же в статье говорит о том, что после 11 сентября в её деревне (Кавелахта) появились разговоры о сожжении моряков. Прямо говорила об этом и одна из жительниц Кавелахты (её имя в газете не приведено), которую знала Синельникова. И Синельникова удивляется, откуда она могла это видеть, «…если мы всё время вместе прятались в яме»[40].
- В газете «Смена» (1965 г.) приводится свидетельство А.Медведевой-Мэндрек, которая летом 1941 г. работала на окопах неподалёку от Дудергофа и знала моряков, помогала маскировать 1-ю пушку. Автор статьи Г. Грищинский в г. «Смена» долго искал её, и нашёл в Польше, г. Ворцлав, ул. Ц. Сколодовской. Из опубликованного письма Александры Медведевой:

…Когда начался бой на батарее, мы прятались недалеко от первой пушки. Кто-то из наших женщин увидел, как гитлеровцы кинулись к пушке. Моряков была горстка. Почти все они были ранены. И девочка-санитарка не успевала их перевязывать. Когда фашисты кинулись к пушке, моряки стали бросать в них гранаты. Потом дрались в рукопашную. Но их оставалось мало. А немцев много. Артиллеристов похватали, заламывали им руки, скручивали ремнями. Топтали сапогами, били прикладами, ломали рёбра, выбивали зубы… Наши женщины как-то осмелели, выбежали из своего убежища, хотели прийти на подмогу морякам. Но нас встретили немецкие автоматчики… Потом моряков стали привязывать к стволу пушки и обливать бензином. И с ними вместе загубили санитарку. Мы все плакали. А они запели «Интернационал»… Их сожгли. И никого из жителей не подпускали к этой закопчённой пушке…

В книге «Батарея особого назначения» автора этой же статьи свидетельства Медведевой такие:

…Как долго прятались мы, не помню, но вдруг сквозь пальбу и грохот слышим: батарейцы поют «Интернационал». Я сразу же хотела бежать к ним, но какие-то две женщины меня не пустили. А потом все-таки я вырвалась и побежала. В тот момент немецкий снаряд угодил в стену, и я упала под лестницу, оглушенная. Дальше ничего не помню — потеряла сознание. А потом мы ходили посмотреть на погибших. Сожженные моряки лежали у пушки. Недалеко от домика заметила труп убитого командира. Девушка-сандружинница тоже была застрелена. Волосы у неё были вырваны и выбиты зубы…

- В плане обстоятельств казни наиболее обстоятельными выглядят показания жителя Дудергофа (учителя физкультуры 289-й можайской школы) Михаила Ивановича Цветкова 1970-х годов из книги «Судьба высокая Авроры», которые во многом совпадают с недавно появившимися немецкими фотоснимками, на которых видно положение тел. Из его показаний (на момент увиденного ему было 13 лет[30]):

…У самой пушки — люди. Двое на спине лежат, один на боку, пальцы рук скрючены, и весь он скрючен, в муках, наверное, корчился. Четвёртый колючей проволокой к стволу пушки приторочен. И все обожженные. И бушлаты местами обуглены…Лейтенант больше других был изувечен…Позже одна окопница лейтенанта, привязанного к пушке опознала…Левая щека была совсем чёрная, и кость торчала, а правая, к стволу прижатая, почти не обгорела…Окопница фамилию назвать силилась, вспоминала: «Смуглый, Смуглый». И сама себя поправляла: «Нет, это он мне сказал, что похоже на Смуглый. Так, говорил, запомнить легче…»

Фотодокументальные свидетельства
Имеются разного рода фотоснимки, сделанные солдатами фашистской Германии начиная с 11 сентября 1941 года, после захвата орудий батареи. Внешний вид орудий имеет: схожесть с описанием их Павлушкиной А. Г., схожесть с коробчатой формой бронебашен орудий серии 130-мм/55 типа БС—13—1С, схожесть с характерной холмистой местностью того района. Положение, условный пол, определяемые внешние повреждения и количество тел погибших на некоторых немецких фотоснимках во многом схожи с описаниями (см.ниже), данными учителем физкультуры 289-й можайской школы М. И. Цветковым, который не мог видеть немецкие фотоснимки в советское время, когда давал первые свидетельства. Снимки первого орудия так же имеют полную схожесть с фрагментом немецкого фильма, снятого в 1941 году предположительно на позиции батареи «Аврора» (в немецком описании фильма фигурирует упоминание 36-й пехотной дивизии, принимавшей участие в захвате батареи).
Дополняющие факты.
Существует мнение, что во время штурма батареи солдатами вермахта в бою применялись огнемёты и ручные гранаты Несмотря на то, что по справке ЦВМА 1987 г. судьба А. В. Смаглия и 13 краснофлотцев значится не установленной, в списках погибших КБФ (хранилище — ЦВМА) А. В. Смаглий значится как убитый под Дудергофом в сентябре 1941 г..
Захоронение тел было произведено «ближе к вечеру» 11 сентября местными жителями (свидетель Р. Н. Вогелайнен).

## Самоподрыв окружённых воинов второго орудия батареи
При окружении второго орудия утром 11 сентября 1941 г., на нём оставалось несколько человек, многие были ранены. Гитлеровцы послали одну из жительниц посёлка на орудие, что бы передать воинам требование сдаться. Со слов наводчика 2-го орудия Александра Васильевича Попова, — часть из них в этот момент укрылась в землянке, часть — в артиллерийском погребе, разнесённых между собой на несколько метров. Укрывшиеся в землянке видели, что из арт.погреба к немцам вышел Л. Ф. Смирнов (этот факт подтверждается и в публицистике М. Ю. Чернова, и в интервью выжившего моряка в 1989 г.). Далее свидетельства расходятся — в книге «Судьба высокая Авроры» говорится о том, что Алексей Смирнов сказал фашистам о присутствии в погребе политрука А. А. Скулачёва и командира 2-го орудия А. А. Антонова, а в интервью «Вечернему Ленинграду» в 1989 г. он назван Л. Ф. Смирновым и утверждает, что в тёмном погребе он видел только А. А. Скулачёва. Но при этом он точно не уверен и в отсутствии там А. А. Антонова.
При попытке захватчиков войти в погреб, они были обстреляны изнутри, был убит один из немцев. Тогда в ответ гитлеровцы бросили дымовую шашку в вытяжную трубу погреба, с целью выгнать оттуда людей. При этих обстоятельствах внутри, как утверждается, произошёл взрыв, после которого из погреба немцами были вынесены тела двух человек (по книгам М. Ю. Чернова и Грищинского К. К.).
В газете «Красная звезда» (1978 г.) в статье «Аврора защищает Ленинград», говорится только об одном взорвавшем себя А. А. Скулачёве. В своих свидетельских показаниях «Вечернему Ленинграду» (1989 г.), М. М. Иванова, жительница д. Пикколово, — говорит о сохранности артиллерийского погреба после возможного взрыва гранаты внутри него, что выдаётся журналистом Л.Лукиной за отрицание самого факта взрыва. Сама М. М. Иванова говорит лишь о том, что её сестра впоследствии ночевала с детьми в артиллерийском погребе на стеллажах при бомбёжках. В конце М. М. Иванова говорит, что видела, как с орудия вели пленных, а после боя вместе со своей сестрой увидела в 10 метрах от орудия тело советского воина. Иванова с сестрой не знали, кто он, но все вокруг, по её словам, утверждали, что это был «командир». После чего М. М. Иванова с сестрой захоронили его там же, и всегда приносили цветы на это место. При этом она не знает причин гибели этого человека, как и не видела тела второго возможного взорвавшего себя в артпогребе артиллериста. Иванова признаётся, что все общеизвестные подробности о взрыве узнала от жительницы посёлка Мурилово — Екатерины Оспиовны Мустонен, которая видела, как гитлеровцы послали девушку на орудие.
Остальных матросов взяли в плен, а тяжелораненого в ногу А. В. Попова, по его словам, повезли на телеге, взятой в Дудергофе. Проезжая мимо захваченного противотанкового рва на поле перед батареей он наблюдал в нём такую деталь, как множество убитых советских женщин-окопниц (в книге — «оконниц»).

По справке ЦВМА 1987 г. судьба лейтенанта А. А. Антонова и ещё 15 краснофлотцев значится не установленной. В отношении политрука А. А. Скулачёва (военного комиссара батареи специального назначения МОЛиОР) в ЦВМА существует запись: 
«Убит в октябре месяце 1941 года осколком снаряда при арт. обстреле противником территории батареи в районе Пулковских высот»

## 2-й батальон 500-го стрелкового полка в последнем бою батареи «А»
Батальон прибыл на боевые позиции противотанкового рва 10 сентября 1941 г. Известно, что до 06:15 утра 11.09.1941 г. 2-й батальон 500 СП уже вступал в бои с противником, и после ряда контратак продолжал удерживать рубежи у подножия высоты 175.2 (Ореховая гора).
Утром 11 сентября из района Тихвинка — Новопурская в обход болот южнее Тайцев на Ленинград начали наступление немецкие танки и мотопехота. Одна из их группировок, — боевая группа майора Йозефа-Франца Экингера (нем. фаш. майор, ком. 1-го бат. 113-го ст. п.), — в составе батальона на бронетранспортёрах, усиленного саперной ротой и полутора десятками танков, пересекла Гатчинское шоссе на участке между Тайцами и Кавелахтой и по полю двинулась вдоль подножия Дудергофской возвышенности к узкой лощине между ней и г. Кирхгоф. На её пути находился противотанковый ров, вырытый ленинградскими женщинами-окопницами, и оборонявший его 2-й батальон 500-го стрелкового полка.
Превосходящими силами, на бронетранспортёрах, при поддержке немецкой авиацией, поддерживавшей радиосвязь с наводчиками, противник овладел рвом, огнём жестоко подавив батальон. Неся большие потери, вооружённый только стрелковым оружием, не имея поблизости никакой возможной поддержки от других соединений пехоты, батальон был разбит и отступил к Пулково. Сапёрные группы противника навели переправы, по которым бронетехника смогла пройти внутрь полукольца гор дудергофско-кирхгофской возвышенности, непосредственно к батарее «А».

Другие два батальона 500-го полка, не задействованные у Ореховой горы, вышли к Пулковским высотам к 14 сентября под командованием капитанов Чернедских и Павинича. В дальнейшем полк несколько раз формировался, принимая участие в боях за Родину, боевой путь окончил 9 мая 1945 г. в городе Ворте, в Германии. Сохранилось мало послевоенных упоминаний об этом полке. В 1963 году в книге начальника инженерного управления Ленинградского фронта Б. В. Бычевского появилось сообщение от имени заместителя начальника штаба Ленинградского фронта Н. В. Городецкого о событиях в районе Вороньей горы:.
«Направленный сюда 500-й стрелковый резервный полк не успел занять оборону на Вороньей горе и под ударами авиации в беспорядке отходит к Пулковским высотам. Шоссе от Дудергофа на Красногвардейск перехвачено танками противника» 

## Общие выводы о гибели батареи «А»
Основной задачей батареи при радиусе поражения её орудий до 30 км было уничтожение бронетанковых войск противника как по координатам целей, передаваемых из КП в Пулково, так и прямой наводкой. К примеру — при прорыве со стороны единственного открытого для обзора Киевское шоссе. Однако, быстрый и обширный прорыв немцами фронта на участке Красносельского укреплённого района в непосредственной близости от батареи по её правому флангу (исходя из оперативных карт фронта) поставил под угрозу её безопасность. Складки местности (горы Воронья и Ореховая, отлоги горы Кирхгоф) не позволили ни командирам орудий батареи, расположенным у подножий, внутри полукольца гор, ни наблюдателям на колокольне кирхи на г. Кирхгоф — полностью наблюдать передвижения противника, даже когда он захватил большую часть пос. Дудергоф, у которого и располагались орудия. Также врагом было перехвачено автомобильное сообщение между батареей «А» и складом боеприпасов в Красном селе, вследствие чего на батарее ограничился боезапас и не представлялась возможность быстро подвезти новый. При этом начались массированные немецкие артиллерийские и авиабомбардировки батареи, которые выводили из строя её личный состав.
Согласно оперативной карте и упоминаниям в списках погибших в данных местах в те дни (см.выше Оборона и прикрытие батареи) — на г. Кирхгоф дислоцировался 282 ОАПБ. Держали оборону у подножия Вороньей горы так же не уточнённые части 1 ТД. Один новоприбывший батальон 282-го ОАПБ был выведен за день до нападения на батарею в Николаевку, к Пушкину. Других соединений на карте поблизости не было указано, что косвенно подтверждается в рукописи военврача батареи А. Г. Павлушкиной. Цитата касается её личного видения боевой ситуации:

…За весь период дальних и ближних боевых действий, — со дня прорыва вражескими силами южного Ленфронта и штурма ими последнего оборонительного рубежа города, а также позиции стационарной артбатареи "А, — когда моряки гарнизона стояли насмерть, — истекая кровью, — продолжали вести боевые действия прямой наводкой до последнего артснаряда по армаде танков и мото-пехоте врага, вступая в рукопашный бой с превосходящими силами противника, со стороны Штаба Ленфронта не было оказано должной и необходимой военной помощи, по всему 15-километровому боевому рубежу. Ни наземной, ни воздушной, ни даже силами ПВО. Остаётся полагать, что в Штабе Ленфронта в эти дни, с 8 по 14 сентября 41 г. высшее командование не владело военной обстановкой в целом на Южном Ленинградском фронте! И, очевидно, так продолжалось до самого момента принятия Ленфронта генералом Г. К. Жуковым.

Данную позицию в более мягкой форме А. Г. Павлушкина повторяла в своей рукописи, утверждая, что ближе к 10 сентября они были одни в районе, рядом не было «ни войск, ни пехоты, ни зениток, только наши пушки» (с. 117 «Воспоминаний»). Однако, существуют упоминания о обороне Вороньей горы (на правом фланге вблизи батареи, откуда и начался прорыв немцев) до 10 сентября 1941 года частями 282 ОАПБ и частями 1-й танковой дивизии, что свидетельствует о субъективном взгляде А. Г. Павлушкиной на оборону батареи. Вместе с тем она лично не видела эти части, и, не имея доступа к спискам погибших, — очевидно сформировала своё мнение в результате оценки боевой обстановки на локальных позициях батареи.
По результатам атаки на Воронью гору 10 сентября, (откуда и начался захват батареи 11 числа) — противник имел перевес в вооружении, который не удалось скомпенсировать защитникам горы. В некоторой степени прорыв немцев к 1-му орудию ускорила и сокрушительная атака немцев на 2-й бат. 500 добр. ст. полка в противотанковом рве перед батареей. В ходе боя батальон отступил под натиском противника, тем самым позволив немцам пройти к 1-му орудию и в часть Дудергофа, а затем, укрываясь за домами деревни Вариксолово, ко второму.
Орудия батареи, лишившись прикрытия, отрезанные от основных сил КрУР, имеющие численность вооружённых бойцов на каждом орудии не более 20, — в ближнем бою становились самостоятельными огневыми точками, которые были не в состоянии сдержать многократно превосходящие войсковые соединения противника, и атаковались и захватывались по одному. Складки местности осложнили оборону орудий батареи во время ближнего боя, не позволяя оперативно наблюдать боевую обстановку на разнесённых до 1 километра орудиях. Горы вокруг образовывали для части орудий своеобразную крепость с открытыми воротами, во внутреннем дворе которой они располагались, вследствие этого качество внешней обороны для данного фортификационного сооружения было решающим.

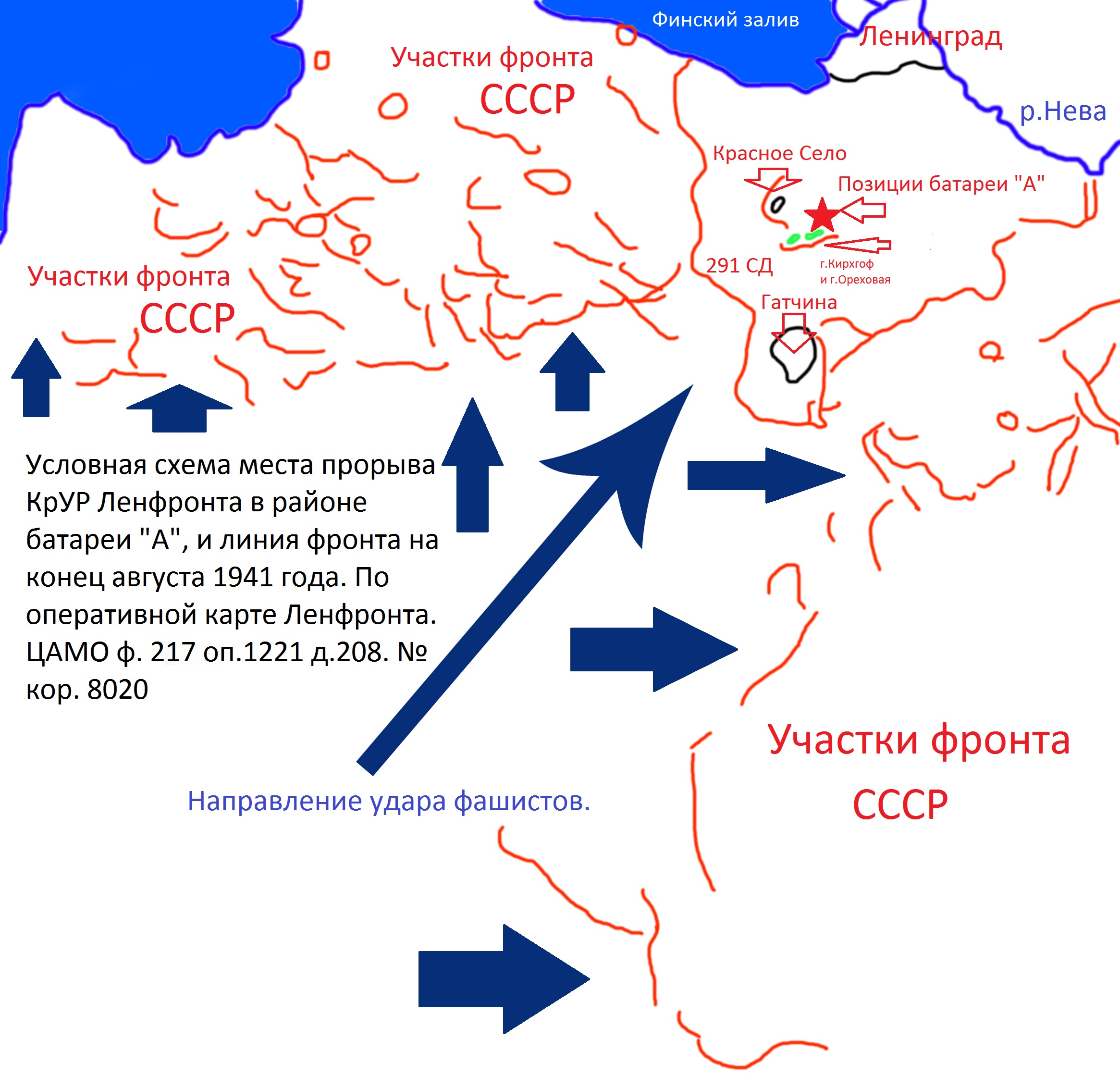
Условная схема места прорыва КрУР Ленфронта в районе батареи «А», и линия фронта на конец августа 1941 г.

При выборе места, установке, и до 30 сентября 1941 г. батарея «А» в составе отдельного артиллерийского дивизиона подчинялась командующему МОЛиОР контр-адмиралу К. И. Самойлову, отдавшему приказ о её создании. 30 сентября 1941 г., «посмертно», батарея была передана Красногвардейскому укреплённому району Ленинградского фронта, и подчинялась непосредственно ему.
Так же, исходя из оперативных карт фронта видно, что батарея «А» находилась в середине глубокого клина фронта, который образовался в ходе наступления немцев на Ленинград. Непосредственно между оккупированной территорией и батареей в этом месте стояли только несколько ОАПБ 291-й стрелковой дивизии, а глубокоэшелонированные участки фронта находились по её бокам. Возможно, что расчёт в этом месте делался как раз на работу батареи «А», но ослабление данного участка фронта привело к её захвату и гибели.
В целом, во время последнего боя личный состав как минимум части батареи имел возможность отступить в Пулково по нынешнему Киевскому шоссе, однако не поступил так. Орудия батареи вели бой до того момента, пока на них не окончились снаряды и они не были захвачены, в связи с чем батарея полностью выполнила в рамках возможного поставленную перед ней боевую задачу.

## Роль Антонины Павлушкиной в судьбе батареи и история создания мемориалов
А. Г. Павлушкина долгое время являлась единственным медицинским работником батареи «Аврора» при численности личного состава батареи около 200 человек. По своим воспоминаниям — ответственно относилась к работе, строго следила за санитарно-бытовыми условиями и состоянием здоровья солдат. В её обязанности входило всё — от наблюдения за санитарным состоянием колодца, кухни и гальюнов, до установки диагнозов и лечения солдат, а также проведения в случае необходимости перевязок и оперативного вмешательства в полевых условиях. Лишь незадолго до последнего боя батареи «А» ей в помощь из Ленинграда прислали добровольца, — девушку Зою, только что окончившую школу (10 классов). За короткую судьбу подразделения на батарее «Аврора» произошла единственная свадьба — военврач Павлушкина А. Г. и командир 5 орудия Смаглий А. В. вступили в брак. Познакомились там же. Торжество встретили скромно, по-военному, в деревне Пелгола (по другим данным — в Кавелахти), до начала активных боевых действий батареи. Это событие впоследствии стало знаковым — именно вдова А. В. Смаглия в далёкие послевоенные годы явилась главным инициатором устройства всех мемориалов в память авроровцам, преодолев многолетнее безразличие властей, сплотив вокруг памяти батарейцев школьников и руководство 289-й можайской школы, найдя архитектора для выполнения монументов, Возникла музейная экспозиция в школе, посвящённая батарее «Аврора».
Кроме этого, Антонина Григорьевна Павлушкина является единственным женщиной-командиром одного из орудийных расчётов батареи «Аврора», при этом не имея специального военного образования, кроме медицинского. Приняла командование пятым орудием в звании капитана медицинской службы 10 сентября 1941 года по приказу командира батареи Д. Н. Иванова, как старшая по званию, заменив собой супруга — Смаглия А. В. Ей было тогда 24 года. По воспоминаниям, было трудно, но держалась уверенно, старалась сплотить расчёт орудия. Сугубо в военном деле ей помогал старшина Алексей Кукушкин, по словам комбата Иванова — «опытный артиллерист». После гибели батареи продолжила службу врачом в других соединениях СА.
До 1960-х годов на месте гибели батареи «Аврора» не было установлено никаких должных памятников. В фотоальбоме Павлушкиной А. Г., хранящемся в Музее обороны и блокады Ленинграда, можно найти снимки тех лет. Штыри станины первого орудия утоплены в яме, заросшей бурьяном, на них лежит неопределённый бытовой мусор. В те годы А. Г. Павлушкина стала часто посещать Дудергоф, посещала 289-ю школу, общалась с её учениками, рассказывала им о героической судьбе батареи «А». В итоге, первый памятный знак на позиции 1-го орудия батареи «А» появился уже в 1963 году. Он был создан учениками 289-й можайской школы, ими же и была проведена первая расчистка местности. Памятный знак представлял собой фанерную стелу, впоследствии выполненную в металле и сохранившуюся поныне в составе мемориала морякам-авроровцам у Ореховой горы. В течение двадцати лет, с 1964 до 1984 г., А. Г. Павлушкина дважды и неудачно предпринимала попытки добиться от исполнительной власти СССР, Ленинграда и Ленинградской области постройки хотя бы одного памятника на местах боёв батареи «А» (см.подробное описание обстоятельств строительства мемориала в статье Мемориальный комплекс «Морякам — Авроровцам»). В остальное время проводила военно-патриотическую работу с учащимися школ Ленинграда, бывала на «Уроках мужества», искала выживших однополчан. Её стараниями в советских газетах с начала 1960-х годов стали практически ежегодно писать очерки и заметки о батарее «А», которые она описала крупной библиографической справкой, поместив в свою рукопись. В 1984 году вышло постановление Партии и Правительства СССР о том, что к 40-й годовщине Победы над фашистской Германией необходимо благоустроить и привести в надлежащее состояние захоронения всех воинов, погибших в Великой Отечественной войне. Это послужило большим подспорьем начинаниям А. Г. Павлушкиной, и ей, с большими трудностями, удалось отстоять право на постройку мемориала на месте боевой позиции 1-го орудия батареи «А», у подножия Ореховой (Вороньей) горы. Вслед за этим, по её инициативе, при поддержке общественности, были построены ещё 3 памятника (см.ниже Образы и память погибших авроровцев). Она же явилась главным вдохновителем и общественным инициатором строительства; её стараниями для выполнения мемориалов «Авроровцам» и «Взрыв» были изысканы все необходимые материалы, которые жертвовали благотворители, — строительные организации Ленинграда.

## Образы и память погибших авроровцев
Командир 5-го орудия Смаглий Алексей Васильевич (1920—1941): установлен бюст в Черкассах, Украина, на территории школы № 26, где он учился. Его именем так же названы улицы в Дудергофе, который он защищал ценою своей жизни (относится территориально к Санкт-Петербургу, Россия) на границе с Кавелахтой (Ленинградская область) «улица Смаглия» и в городе Черкассы, Украина. Станина 5-го орудия, которым командовал и откуда ушёл в свой последний бой Алексей, хранится в в/ч 14108 как часть мемориала. А. В. Смаглий с казнёнными товарищами являются символом мужества и стойкости батарейцев.
На стеле у мемориала «Морякам-авроровцам» у 1-го орудия отмечены погибшие батарейцы: ст. л. Дмитрий Николаевич Иванов (1913—1942); ком. див. Вячеслав Александрович Иванов (1904—10.09.1941), ком. див. инженер-капитан 1-го ранга Григорий Лазаревич Соскин (1901—30.08.1941), ст. л. Дмитрий Николаевич Иванов (1913—1942), воен. ком. политрук Адриан Адрианович Скулачёв (? — 1941), техник-интендант 2-го ранга Швайко Григорий Кондратьевич (1922—1941), командир арт.дивизиона: ст. л Михаил Александрович Михайлов (? — 07.1941), командир 1-го орудия — мл. л. Скоромников Георгий Архипович (1903—1941). По воспоминаниям родственников Скоромникова Г. А., в советские годы его имя было забыто, отчего они даже перестали ездить на траурные митинги в Дудергоф.
Командир 2-го орудия л. Антонов Александр Александрович (1914—1941), и военный комиссар, политрук Адриан Адрианович Скулачёв (? — 1941), —по устоявшейся легенде взорвали себя на окружённом фашистами 2-м орудии при попытке его штурма. В их честь возведён отдельный мемориал «Взрыв».
В память о батарее «А» были созданы 4 мемориала, входят в комплекс памятников «Рубеж обороны Советских войск».
- Мемориальный комплекс «Морякам — Авроровцам», находится в Дудергофе, у подножия южного склона г. Ореховая, железнодорожная станция «Можайская», спуск от здания Больницы общины сестёр милосердия Святого Георгия — боевой позиции 1-го орудия батареи «А»[99].
- Мемориал артбатареи «А» — памятник «Взрыв», включающий в себя могилу командира 2-го орудия А. А. Антонова, находится в конце уходящем в поле ответвлении дороги посередине отрезка между деревнями Пикколово и Перекюля, перед деревней Мурьела[100].
- Мемориал артбатареи «А» — памятник «Боевой славы» на территории в/ч 14108 за г. Кирхгоф. На территории находится на плацу напротив клуба. Для посещения требуется разрешение командования части. Памятник включает в себя станину 5-го орудия, две пушки ЗИС и мемориальные плиты[101][102].
- Памятник Артиллеристам «Авроры», находится на 30-м километре Киевском шоссе, недалеко от садоводства «Дони». Недалеко от тех мест находились 8 и 9 орудия, последний рубеж батареи «А», в деревне Пелёля[103].

Перенесённая со склона г. Кирхгоф 03.10.15 г. станина 4-го орудия батареи «А» по состоянию на сентябрь 2016 года установлена при въезде в горнолыжный курорт Туутари-парк на пьедестале, находится под охраной.
На позиции 6-го орудия батареи «А» 24 августа 2016 года жителем Санкт-Петербурга на общественных началах была произведена установка фарфоровой мемориальной плиты и памятного знака, реставрация видимых частей станины. При участии Туутари-парка была произведена расчистка позиции. Комитетом по Культуре Ленинградской области станина признана объектом, обладающим признаками культурного наследия.
Советский поэт, участник Великой Отечественной войны Вольт Николаевич Суслов 19.02.1988 г. посвятил погибшим авроровцам стихотворение «Орудия Авроры».

«Я пришёл к Вам, орудия гордой „Авроры“,

Поклониться пришёл до земли.

Здесь за город родной полегли комендоры,

Через пламя в бессмертье ушли…»

Авроровцам посвящены стихи и поэма ветеранов ВОВ А. Г. Павлушкиной -военврача, командира 5 орудия батареи «А» и В. П. Туркина.

"…Вы отдали жизни сыновнии,

Защищая Родину — мать.

В начале боя Вас было двести,

А осталось в живых двадцать пять.

Вам мы обязаны счастьем,

Сегодняшним днём торжества.

У

  поколений

                  в сердцах 

                                  не померкнет

Память

            о Вас 

                      никогда!…»

## Современное состояние позиций батареи и их послевоенная история
Ещё во время ВОВ практически все обшитые досками артиллерийские дворики были разобраны, судьба пушек неизвестна. Существуют отдельные упоминания местных жителей о том, что 1 орудие видели на позиции после окончания войны.
Ниже приведено состояние позиций на 2016 год. О прежнем состоянии можно судить по фотосъёмке при освидетельствовании позиций в разное время Полный отчёт об освидетельствовании позиций, на который в частности опирается данное описание, также был создан петербургскими краеведами.
- П. 1-го орудия — создан и поддерживается мемориал «Морякам — авроровцам». Присутствует историческая станина орудия[113].
- П. 2-го орудия — создан и поддерживается мемориал «Взрыв». Присутствует историческая станина орудия[113].
- П. 3-го орудия — историческая станина орудия исчезла во время строительства дороги в эпоху СССР, проходившей через позицию орудия. На её месте росли памятные тополя, посаженные учениками 289-й школы, но они не сохранились, как вспоминает в 1998 г. Н. И. Хямяляйнен, сотрудница школы[40].
- П. 4-го орудия — историческая станина орудия была затеряна в лощине между холмов, в земле, впоследствии перемещена во время строительства стадиона в эпоху СССР на месте позиции орудия. Тогда же были найдены рядом в воронке тела 4 моряков и юнги. Перезахоронены с воинскими почестями. Станина была смята бульдозером и оттащена на 400 метров выше по склону горы, где ржавела 30 лет[114]. 8 октября 2015 года перенесена на почётное место при въезде в «Туутари-парк»[115].
- П. 5-го орудия — историческая станина орудия (ком. А. В. Смаглий) была зарыта механизаторами колхоза. Найдена в 1960-х годах. 22 февраля 1988 г. торжественно передана воинской части 14108 (за г. Кирхгоф), где был создан мемориал[40].
- П. 6-го орудия — историческая станина сохранена в очень хорошем состоянии, до недавнего времени была завалена землёй. В 2016 г. найдена вновь и расчищена силами добровольцев, установлены мемориальные плиты[116]. Комитетом по культуре Ленинградской области признана объектом, не являющимся объектом культурного наследия, но «несомненно обладающим признаками культурного наследия»[108][109].
- П. 7-го орудия — историческая станина орудия была сильно повреждена, предположительно в 2014 году окончательно разграблена на металлолом неизвестными. Однако, сохранился единственный на всю батарею подлинный артиллерийский дворик и проходы к землянке и артскладу. Глубина дворика — 2 м. Весной и осенью сильно затоплен[114].
- П. 8-го и 9-го орудий — обе исторические станины орудий исчезли во время распашки полей в эпоху СССР. Возможно — находятся в земле, в полях[112].